# IndustriALL Global Union
IndustriALL Global Union ist eine der Globalen Gewerkschaftsföderationen, die 2012 gegründet wurde. Sitz des Verbands ist Genf. Die Gewerkschaft organisiert circa 50 Millionen Mitglieder von 197 Einzelgewerkschaften. Präsident von industriALL ist Jörg Hofmann (IG Metall), Generalsekretär Valter Sanches (CNM/CUT, Brasilien).

## Geschichte
Im Juni 2012 schlossen sich drei internationale Gewerkschaftsverbände zu industriALL zusammen:
- IMF (International Metalworkers’ Federation, deutsch: IMB, Internationaler Metallgewerkschaftsbund)
- ICEM (International Federation of Chemical, Energy, Mine and General Workers’ Unions)
- ITGLWF (International Textile, Garment and Leather Workers’ Federation)

Den selbstständigen europäischen Zweig von industriALL bildet die industriALL European Trade Union.
Aus Deutschland gehören IndustrieAll die IG Metall und die IGBCE an, aus Österreich die Gewerkschaft PRO-GE, aus der Schweiz Syna und Unia.
Dem europäischen Dachverband IndustriALL European Trade Union gehören neben den genannten Organisationen aus Österreich GPA-DJP und aus der Schweiz TS VPE an.
2016 fand der 2. IndustriALL-Kongress in Rio de Janeiro statt.
Im 2024 wurde IndustriALL in Russland als „unerwünscht“ eingestuft.

## Grundsatzdokumente
Grundsatzdokumente der IndustriALL sind u. a.
- die Satzung, aktuelle Version verabschiedet auf dem Kongress in Rio de Janeiro, Brasilien, am 5. Oktober 2016[10];
- der Aktionsplan 2016–2020, ebenfalls beschlossen auf dem Kongress 2016[11];
- die Solidaritäts-Charta der IndustriALL Global Union zum Umgang mit Grundrechtsverletzungen durch Unternehmen[12];
- die Leitsätze der IndustriALL Global Union für Globale Rahmenvereinbarungen (GRV)[13];

## Satzungsmäßige Strukturen
Die Satzung (s. o.) enthält
- in Artikel 10 bis 15 Regelungen zu (außerordentlichen, Art. 15) Kongressen,
- Artikel 16 bis 19 zum Exekutivausschuss,
- Artikel 20 zum Frauenausschuss,
- Artikel 21, 22 zu Präsident und Vizepräsidenten,
- Artikel 22 zur Revision,
- Artikel 24 bis 26 zum Sekretariat,
- Artikel 27 zu den Sektionen,
- Artikel 28, 29 zu regionalen und nationalen Strukturen.

Artikel 28 legt folgende Regionen fest
(in Klammern: (Sitze im Exekutivausschuss/davon mindestens Frauen) entspr. Artikel 16):
- Nordamerika (9/3),
- Lateinamerika und Karibik (6/2),
- Afrika südlich der Sahara (6/2),
- Naher Osten und Nordafrika (2/1),
- Asien-Pazifik (12/3),
- Europa (25/7)

(Differenzierung in Art. 16 nach: Mittel- und Osteuropa (7/2), Westeuropa (18/5)).
Als „Industriesektoren im Zuständigkeitsbereich von IndustriALL“ werden im Anhang genannt:
- I. Luft- und Raumfahrt
- II. Automobil
- III. Basismetalle
- IV. Chemie, Pharmazie und Biowissenschaften
- V. Energie
- VI. Industrie- und Umweltdienstleistungen
- VII. Glas, Keramik, Zement und verwandte Industrien
- VIII. IKT, Elektrotechnik und Elektronik
- IX. Maschinenbau
- X. Bergbau und DGOJP
- XI. Zellstoff und Papier
- XII. Gummi
- XIII. Schiffsbau- und Schiffsabwrackbetriebe
- XIV. Textil, Leder, Bekleidung, Schuhe und Textildienstleistungen
- XV. Dienstleistungen und andere Industrien